# Jan Philipp Reemtsma
Jan Philipp Reemtsma, född 26 november 1952 i Bonn, är en tysk litteraturvetare, författare och mecenat. Han grundade Hamburger Institut für Sozialforschung och var dess direktor från 1984 till 2015. Reemtsma är sedan 1996 professor i tysk litteratur vid Hamburgs universitet.

## Biografi
Jan Philipp Reemtsma föddes i Bonn 1952. År 1993 avlade han doktorsexamen vid Hamburgs universitet med en avhandling om Christoph Martin Wieland. Reemtsa är sedan 1996 professor i tysk litteratur vid Hamburgs universitet.
Reemtsma blev år 1996 kidnappad; han släpptes mot en lösensumma på 30 miljoner D-Mark.